# CV-30
La CV-31 est rocade autoroutière urbaine qui entoure le nord de l'agglomération de Valence en desservant les différents zones de la ville.
D'une longueur de 4.3 km environ, elle relie tout le nord de la ville du nord à l'ouest entre l'Avenida de Juan XXIII et le périphérique de Valence

Elle permet de desservir entre autres Burjassot, Paterna et Quart de Poblet et boucler la partie nord de l'avenue qui entoure Valence jusqu'au périphérique.

## Tracé
- Elle débute au nord de l'agglomération où elle prolonge l'Avenida de Juan XXIII à hauteur de Burjassot.
- Elle croise ensuite la CV-35 en provenance de Lliria pour ensuite croiser la CV-31 qui dessert le parc des expositions de Valence.
- Elle se termine en se connectant au Périphérique de Valence (V-30)

### Référence
- Nomenclature